# Bazancourt (Marne)
Bazancourt é uma comuna francesa na região administrativa do Grande Leste, no departamento de Marne. Estende-se por uma área de 11.64 km², e possui 2.297 habitantes, segundo o censo de 2018, com uma densidade de 200 hab/km².